# Eva-Maria Ittner
Eva-Maria Ittner (* 21. September 1961 in Düsseldorf) ist eine ehemalige deutsche Degenfechterin und mehrfache deutsche Meisterin.

## Karriere
Eva-Maria Ittner begann ihre sportliche Laufbahn beim Rheinischen Fechtklub Düsseldorf (RFKD) mit dem Florett. So errang sie bereits vor dem Wechsel zum Degen ihre ersten Titel, wie z. B. 1982 den der Landesjugendmeisterin im Einzel oder 1985 die Deutsche Meisterschaft im Team. 1988 nahm sie in Orleans an der inoffiziellen ersten Degen-WM der Damen teil und wurde Weltmeisterin. Zusammen mit Katja Nass und Claudia Bokel bildete Ittner 1996 bei den Olympischen Sommerspielen in Atlanta das erste olympische Damendegen-Team Deutschlands.

## Erfolge
Olympische Spiele 
- 1996 Olympische Sommerspiele in Atlanta, 7. Platz Einzel, 7. Platz Team

 Weltmeisterschaften 
- 1990 Weltmeisterschaften in Lyon, 1. Platz Team
- 1991 Weltmeisterschaften in Budapest, 2. Platz Einzel
- 1992 Weltmeisterschaften in Havanna, 2. Platz Team
- 1993 Weltmeisterschaften in Essen, 2. Platz Team
- 1997 Weltmeisterschaften in Kapstadt, 2. Platz Team

 Europameisterschaften 
- 1993 Europameisterschaften in Linz, 3. Platz Einzel

 Deutsche Meisterschaften 
- 1985 Deutsche Meisterschaften, 1. Platz Team
- 1991 Deutsche Meisterschaften, 1. Platz Einzel
- 1992 Deutsche Meisterschaften, 1. Platz Team
- 1995 Deutsche Meisterschaften, 1. Platz Einzel
- 1996 Deutsche Meisterschaften, 1. Platz Team
- 1996 Deutsche Meisterschaften, 1. Platz Einzel
- 1997 Deutsche Meisterschaften, 1. Platz Team
- 1997 Deutsche Meisterschaften, 1. Platz Einzel

 Weltcup 
- 1989 Gesamtweltcup-Siegerin
- 1991 Weltcup-Turnier in Zürich, 1. Platz
- 1995 Weltcup-Turnier in Budapest, 1. Platz